# Scholtz 22
Die Scholtz 22 ist ein leichter und moderner One Design Kajütracer, entworfen von dem ungarischen Yachtkonstrukteur und Werftinhaber Imre Scholtz.
Das Boot wird seit 1997 in der ungarischen Style Yacht Werft in der Nähe der Stadt Vesprem, ca. 20 km vom Plattensee (Balaton) produziert. Die Scholtz 22 ist in den Versionen „Racing“, „Day Sailor“ und „Touring“ erhältlich.
Imre Scholtz errang mit seiner Neukonstruktion auf Anhieb einen Sieg bei der bekannten Regatta Barcolana 1997 in Triest gegen ein Starterfeld mit 121 Booten. Seither wurden etwa 150 Boote produziert.

## Scholtz 22 Racing
Die „Racing“ mit einer Besegelung von 29 m² am Wind und 70 m² Downwind (Gennaker max. 50 m²) ist sie ein Funboot mit seitlich verstellbarem, 1,5 m langem Gennakerbaum. Auf dem Cockpitdach dienen zwei Winschen der Vorsegel- oder Gennakerschotführung. Eine Travellerschiene ist auf dem Cockpitboden angebracht. Die Racing-Version hat Ausreitgurte und wird bei Regatten mit 3 bis 4 Personen gesegelt.
Das Großsegel ist ausgestellt und stark verrundet und dazu mit 5 Latten durchgelattet. Rollenrutscher werden optional verwendet. Die Klassenvereinigung lässt Dacron- oder Laminatsegel zu. Es sind 2 Reff vorgesehen, das Unterliek ist freifliegend.
Das Vorsegel wird an Stagreitern oder als Rollfock gefahren und ist optional mit bis zu 3 Latten ausgestattet.

## Scholtz 22 Day Sailor
Auf der gleichen Rumpfform basiert der „Day Sailor“ mit einer Besegelung von 24 m² am Wind und 50 m² Downwind (Gennaker 35 m²). Ab Werk ist kein Gennakerbaum und kein Traveller eingerüstet.

## Scholtz 22 Touring
Die Version „Touring“ verwendet ebenfalls die gleiche Rumpfform, das Rigg des „Day Sailors“, aber unterscheidet sich durch eine verlängerte Kajüte und ein dementsprechend verkürztes Cockpit.

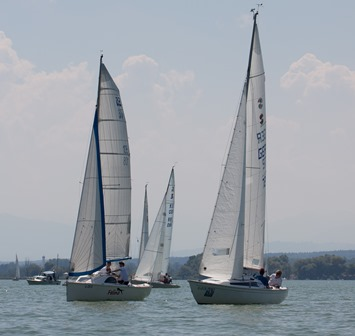
Scholtz 22 (links) neben der Sudar Regatta
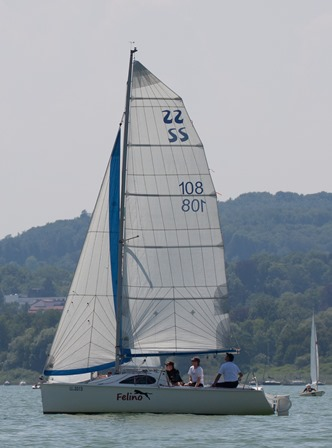
Scholtz 22 Racing
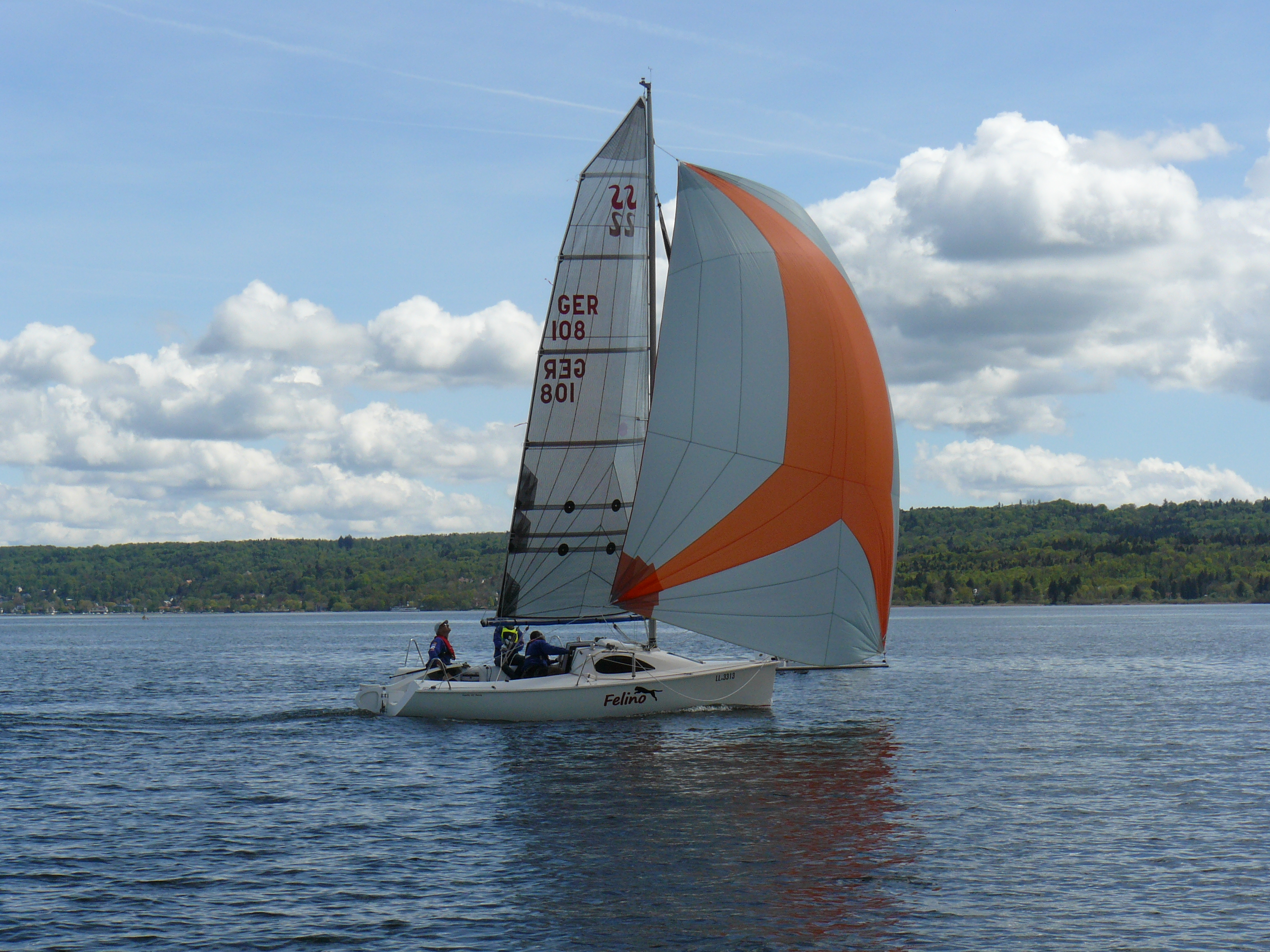
Scholtz 22 unter Gennaker
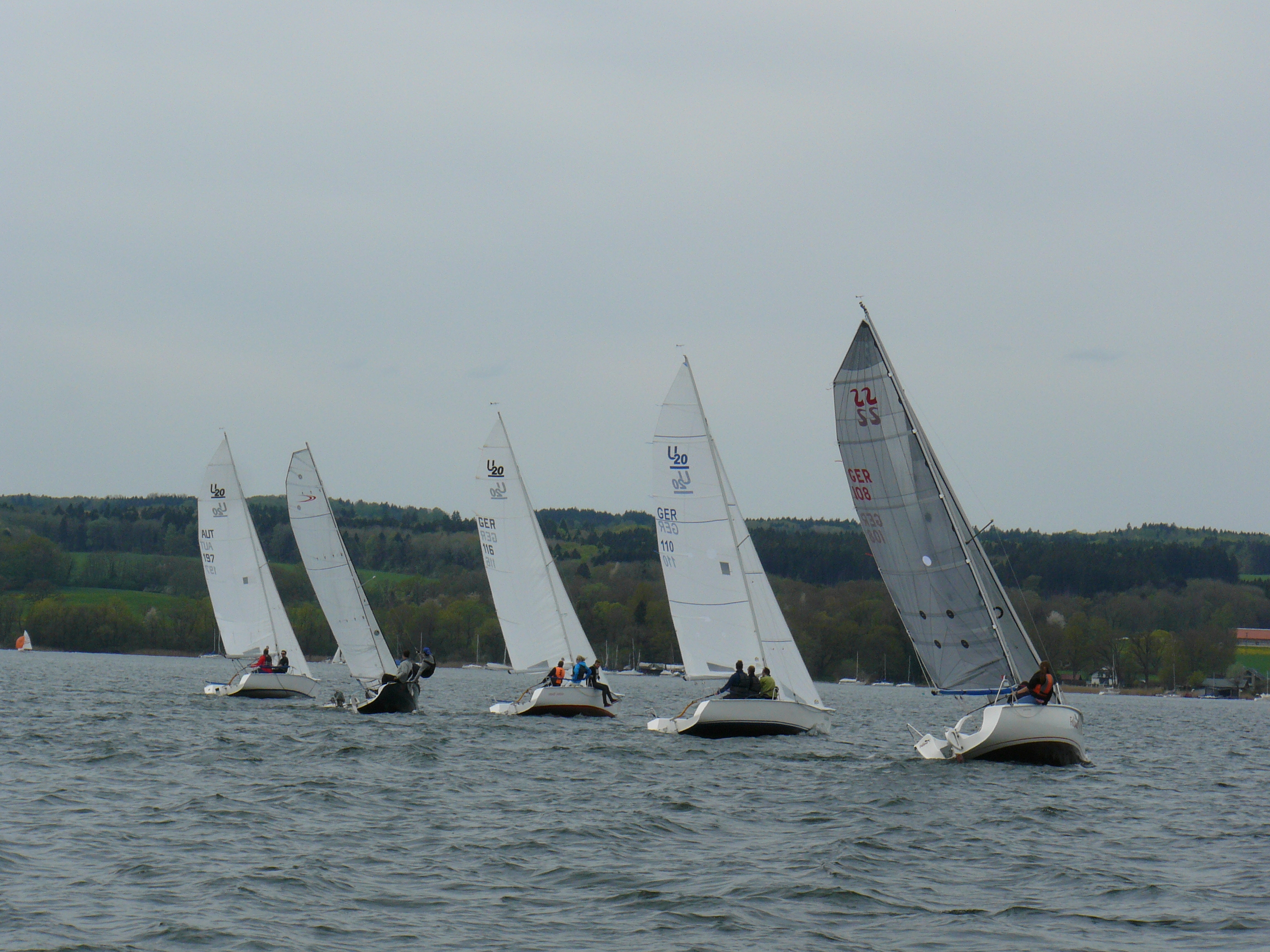
Training einer Scholtz 22 (rechts) mit U20

## Rumpf
Deck und Rumpf sind aus Glasfaser (GFK) mit Polyesterharzmatrix in COREMAT-Sandwichbauweise unter Verwendung von Biaxal-Gewebe gefertigt. Verstärkungen sind lokal einlaminiert, z. B. zur Lasteinleitung für den Kielkasten.
Der Kiel kann über eine Talje aufgeholt werden und wiegt mit Ballastbombe 230 kg.
Auftriebsräume im Vorschiff und achtern machen das Boot unsinkbar.

## Unter Deck, Kajüte
Unter Deck  finden sich bis zu 4 Kojen, 2 Vorschiffskojen in V-Form und 2 Hundekojen achtern.
Die Fensterflächen sind groß bemessen, der Kielkasten dominiert den Niedergangsbereich, beidseitig wie auch im Vorschiff sind Stauräume vorhanden. 

## Rigg, Takelage, Segel
Das Rigg hat eine klassische 7/8-Takelung mit stark gepfeilten 45°-Salingen, Ober- und Unterwanten. Mast und Baum des Herstellers Z-Spars sind aus Aluminium.
Die Rigg-Maße sind:
I = 7200 mm
P = 8137 mm
J = 1932 mm

## Regatta und Wettfahrten
Die Scholtz 22 ist auf Regatten aufgrund ihrer sehr guten Yardstick-Einstufung (DSV YST 96) oft nur im Mittelfeld zu finden. Dies liegt an der Trimmempfindlichkeit und dem recht schnellen überpowern bei zunehmendem Wind.

## Ähnliche Boote
- Ultimate U20
- Skippi 650
- Elan 210
- H22
- Argo
- SIXfor4